# Кримські татари в Румунії
Кримські татари Румунії, Добруджанські татари (крим. Dobruca tatarları) — є однією з національних меншин в Румунії. Тюркські племена на території сучасної Румунії з'явилися з часу вторгнення гунів і булгар. У Х столітті сюди прийшли половці. Різні татарські народності оселилися тут після навали Золотої Орди з Добруджі. У XIV–XV століттях Османська імперія дозволила ногайцям з Буджака колонізувати Добруджу. Між 1593 і 1595 роками татари з Буджака також оселилися в Добруджі.

## Рання історія

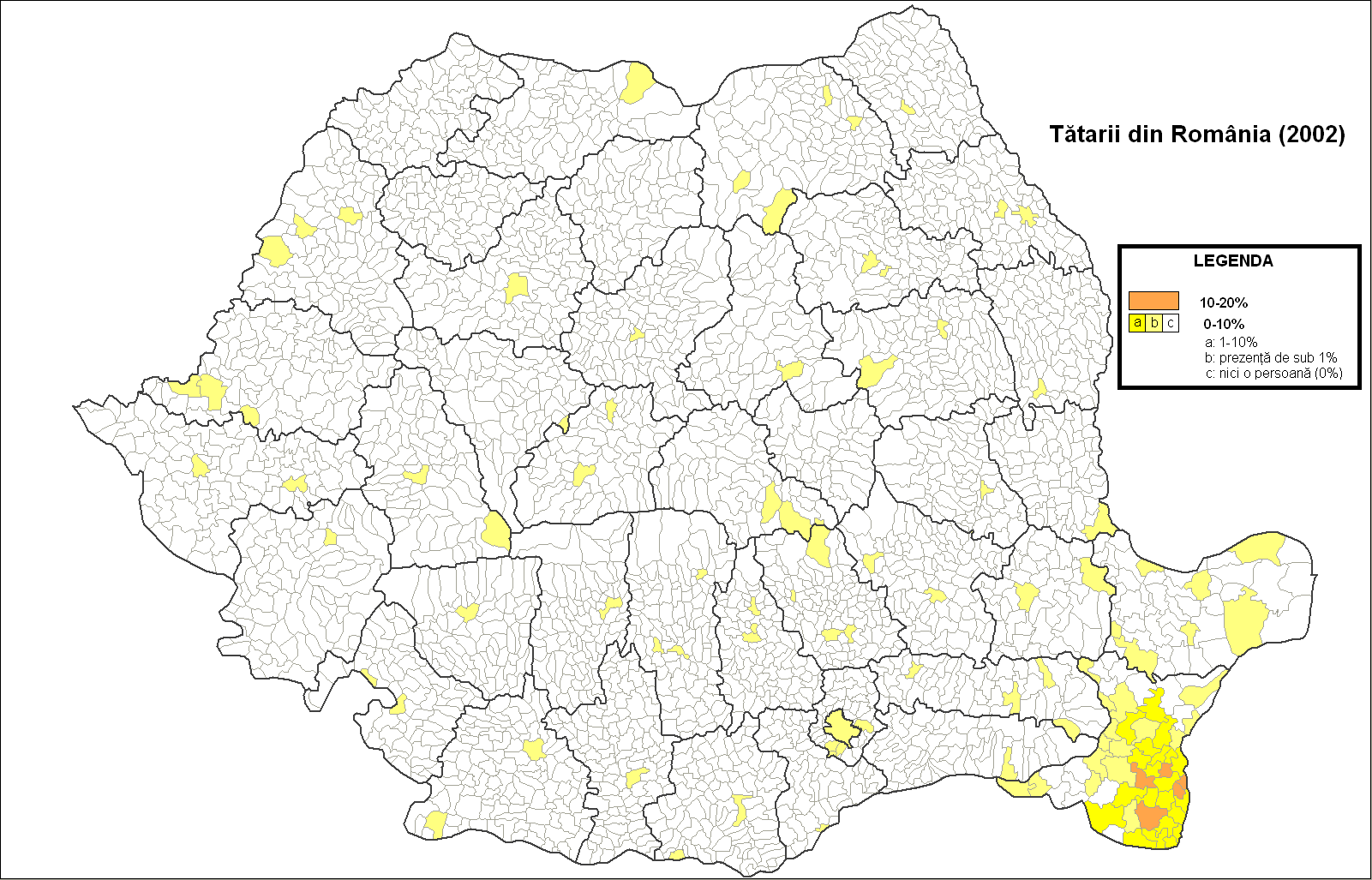
Розселення кримських татар у Румунії за переписом 2002 року

Після російської анексії Криму в 1783 році кримські татари почали емігрувати в османську прибережну провінцію Добруджу (нині розділену між Румунією і Болгарією). Кримські татари переважно оселилися в районах, прилеглих до Меджидії, Бабадаґ, Констанци, Тульчі, Сілістри, Варни, а також заснували окремі поселення, які отримали назву, пов'язану з їх батьківщиною, зокрема Ширін, Яйла, Акмечіт, Ялта, Кефе, Бейбуджак.

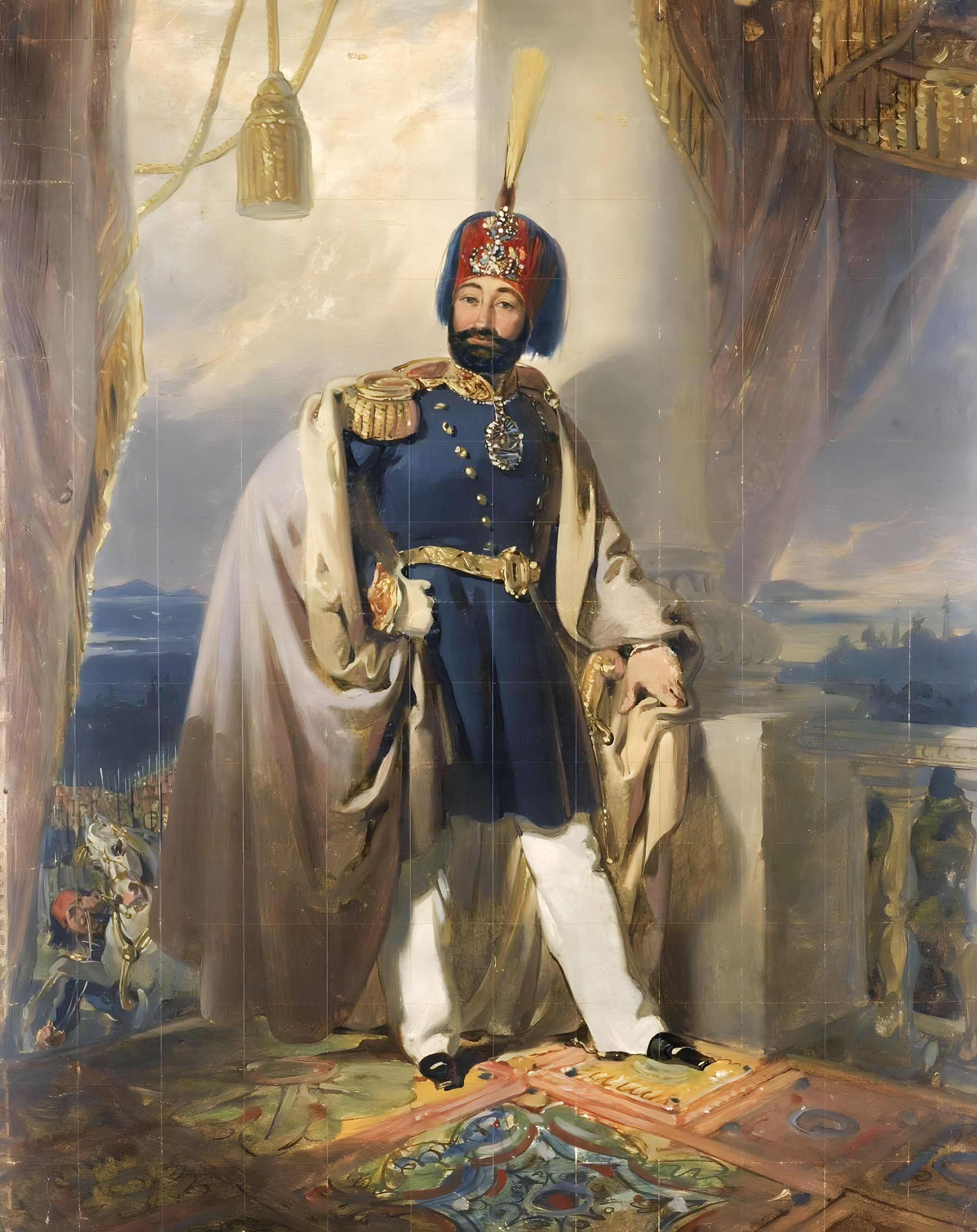
Махмуд II

З 1783 до 1853 років десятки тисяч кримських татар і ногаїв емігрували в Русенську область, яка згодом стала відомою як «Маленька Татарія». Після російського завоювання у 1812 році Буджака ногайці з цього району також емігрували в Добруджу. Татари, що осіли в Добруджі до масового від'їзду 1860 року, були відомі як кабаїли (Kabail). З них був сформований кабаїльський татарський загін армії Нізам-и-Джедід (Новий Порядок) султана Селіма III. Вони зіграли ключову роль у боротьбі Махмуда II з Мехметом Алі-паша, придушенні повстань у Боснії та Герцеговині, Курдистані, та арабських провінціях. Воювали на боці Османської імперії під час Кримської війни[джерело?]. 
Кримські татари разом з албанцями служили жандармами, які були в пошані у османів і відтак отримували спеціальні податкові пільги. Турки додатково надали певну автономію для кримських татар, які управлялися власним каймакамом, ханом мірзою. Династія Ґераїв (1427–1878), яка розрослася в Добруджі, користувалася загальною шаною. Добруджанський татарин, Кара Хусейн, був відповідальний за ліквідацію яничарського корпусу за наказом султана Махмуда II[джерело?].
У 1877–1878 роках 80-100 тис. кримських татар емігрували з Добруджі до Анатолії. Переселення тривало хоча і в меншій кількості до Першої світової війни. Причин еміграції було декілька. 1883 року румунський уряд запровадив обов'язкову військову службу для всіх румунських громадян, зокрема татар, які були стурбовані тим, що служба у румунській армії не відповідає їхнім мусульманським інтересам. Серед інших причин: голод в Добруджі у 1899 році, низку законів 1880-1885 років щодо конфіскації татарської й турецької землі і Балканські війни (1912-1913), що спустошили регіон[джерело?]. 

## Події після Другої світової війни
У 1940 році Південна Добруджа була приєднана до Болгарії і кількість татар в Румунії зменшилася. У 1977 році у країні нараховувалось 23 тис. татар. У 90-ті XX століття їх кількість зросла приблизно до 40 тис. На початку XXI століття керівництво Демократичного союзу мусульман-татар і турків стверджувало, що у Румунії мешкає приблизно 50 тис. татар, вважаючи дані перепису населення невірними. До того ж дедалі більше татар ідентифікують себе турками. Ті ж процеси відбуваються в Болгарії.
У 1947-1957 роках в Румунії почали працювати татарські школи. У 1955 році для татарської громади був розроблений спеціальний алфавіт. У 1990 році був створений Демократичний союз мусульман-татар і турків, метою якого є реалізація прав турецько-татарської меншини в Румунії щодо збереження, розвитку та вираження їхньої національної ідентичності з етнічної, культурної, політичної, правової, соціальної, економічної, мовної та релігійної точки зору, як це визначено в Конституції Румунії, чинному законодавстві, а також у міжнародних договорах та конвенціях, учасницею яких є Румунія. Румунія поважає права татарської меншини і не застосовує політику румунізації.

## Сьогодення
День кримських татар – 13 грудня. Свято відзначається кримськотатарською діаспорою Румунії на державному рівні щорічно з 2006 року.
З 2010 року в Румунії 5 травня на офіційному рівні відзначається День татарської мови.
Кримськотатарські діти в школах Румунії можуть вивчати кримськотатарську мову.

## Літературна і громадська діяльність
Початок розвитку кримськотатарської літератури та преси в Добруджі пов'язаний з появою тут періодичного друку наприкінці ХІХ ст. Значною мірою на поширення цієї літератури вплинув Ісмаїл Гаспринський.
На початку ХХ ст. активну громадську діяльність у Добруджі проводив поет і журналіст Мемет Ніязі.
Визначною подією для кримських татар Румунії був початок видання журналу «Emel» («Прагнення») 1 січня 1930 року. Головний редактор і один із засновників журналу – Мустеджиб Улькюсал. Метою журналу було об'єднання всіх тюркських народів і сприяння відродженню тюрків Добруджі.
23 квітня 1933 року під керівництвом Мустеджиба Улькюсала співробітники журналу «Emel» провели у Костенджі великі збори, під час яких Джафер Сейдамет прочитав історичну доповідь під назвою «Ісмаїл Гаспринський і «Терджиман». Також з ініціативи журналу «Emel» у Добруджі відбувалися Дні кримського національного мистецтва.
У 1930-х рр. у Добруджі активно розвивалася драматургія, зокрема у 1933 році Неджіп Фазил опублікував у журналі «Emel» п’єси «Cavşılık» («Молодість»), «Caş fidanlar» («Молоді пагони»), «Qırım» («Крим»).

## Зв'язки з Україною
8 жовтня 2024 року представник кримськотатарської діаспори в Румунії Неджат Салі у складі кримськотатарської делегації Туреччини та Румунії відвідав Київ, щоб взяти участь у заходах на підтримку України. Протягом зустрічей він згадав про жахи геноциду кримськотатарського народу і шовіністичну російську політику, а також наголосив на підтримці України. 

## Видатні особистості
- Казім Абдулакім, кримськотатарський герой румунської армії
- Мелек Амет, румунська фотомодель кримськотатарського походження
- Сахіп Болат Абдуррахім[en], кримськотатарський духовний лідер, муфтій
- Сидик Ібрагім Х. Мирзи[en], кримськотатарський духовний лідер, імам
- Кадріє Нурмамбет, кримськотатарська виконавиця народних пісень і фольклористка
- Неджат Салі[en], економіст і політик
- Септар Мехмет Якуб, кримськотатарський юрист, філософ, верховний муфтій
- Ісмаїл Зіядін[en], кримськотатарський поет

## Галерея

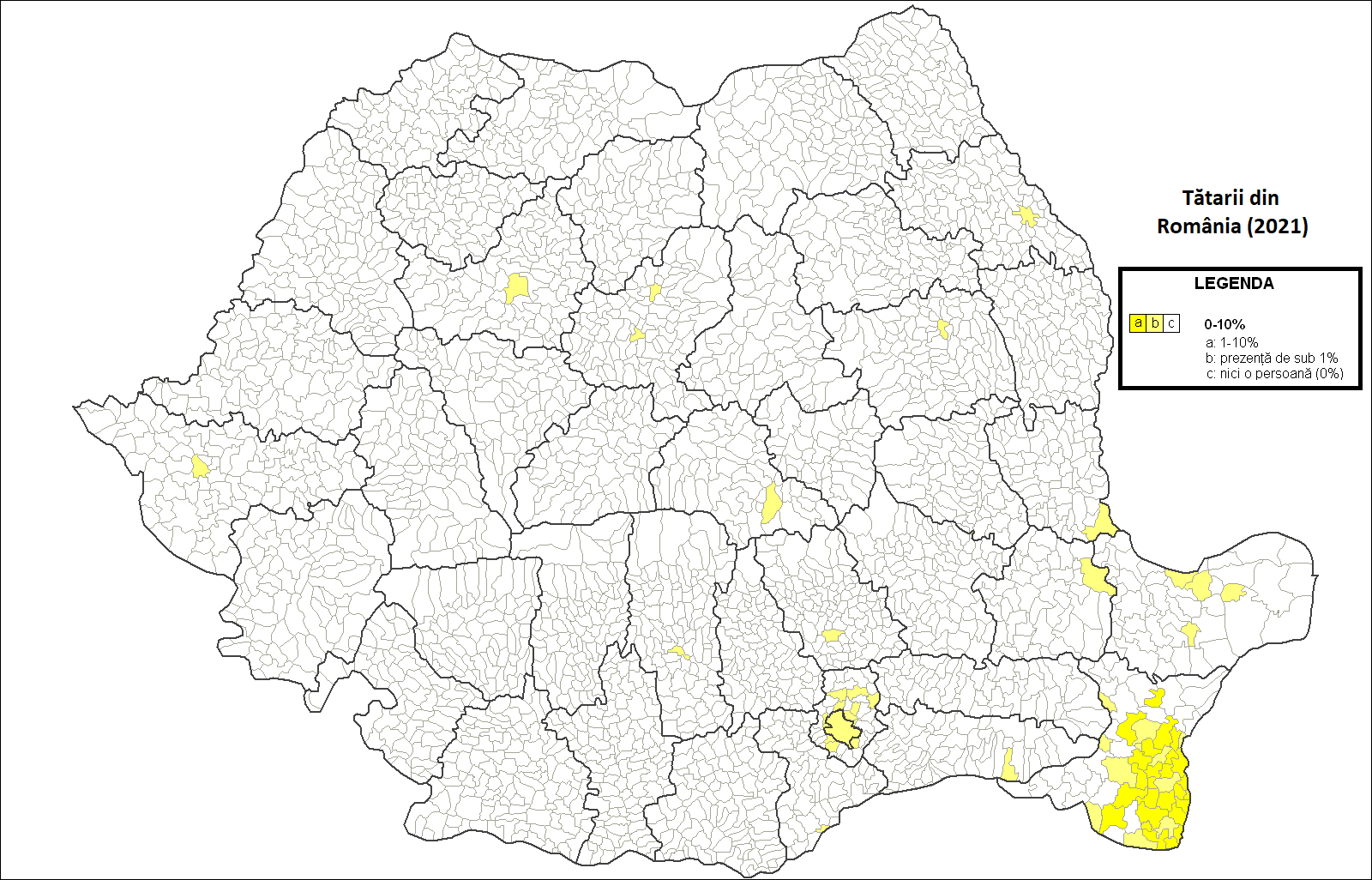
Розподіл татар у Румунії (перепис 2021 р.)
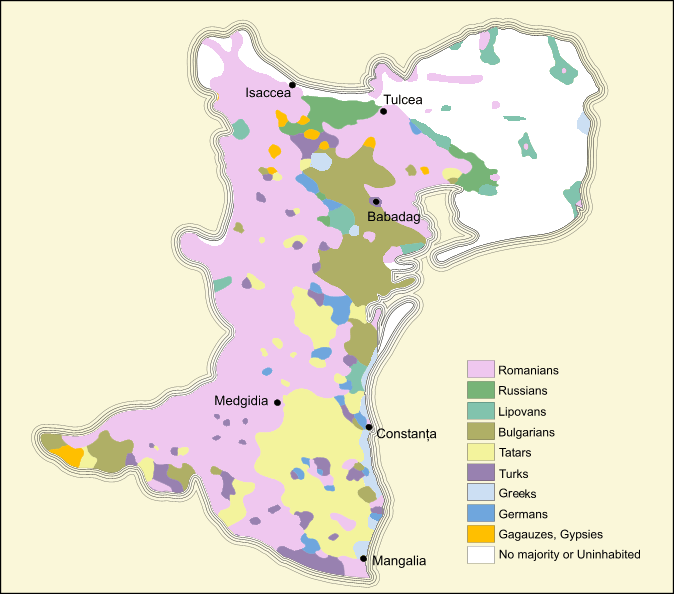
Національності, зокрема і татари (жовтий колір) Північної Добруджі на початку ХХ ст.
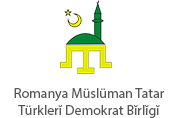
Логотип Демократичного союзу мусульман-татар і турків кримськотатарською мовою